# Poon Hill
Poon Hill (en nepalí, पून हिल) es una estación de montaña de Nepal situada entre los distritos de Myagdi y de Kaski, en la provincia de Gandaki Pradesh. Desde ella se pueden ver las sierras del Annapurna y del Dhaulagiri.
Desde Poon Hill se avistan montañas como el Annapurna sur (7219 metros), el Machapuchare (6993 metros), el Hinchuli, el Annapurna III, el pico Dhampus, el Dhulariri II y otros.
Poon Hill se encuentra a 270 km al oeste de Katmandú (la capital de Nepal). Se puede llegar a Poon Hill caminando desde Pokhara, lo cual puede llevar entre dos o tres días.

Poon Hill
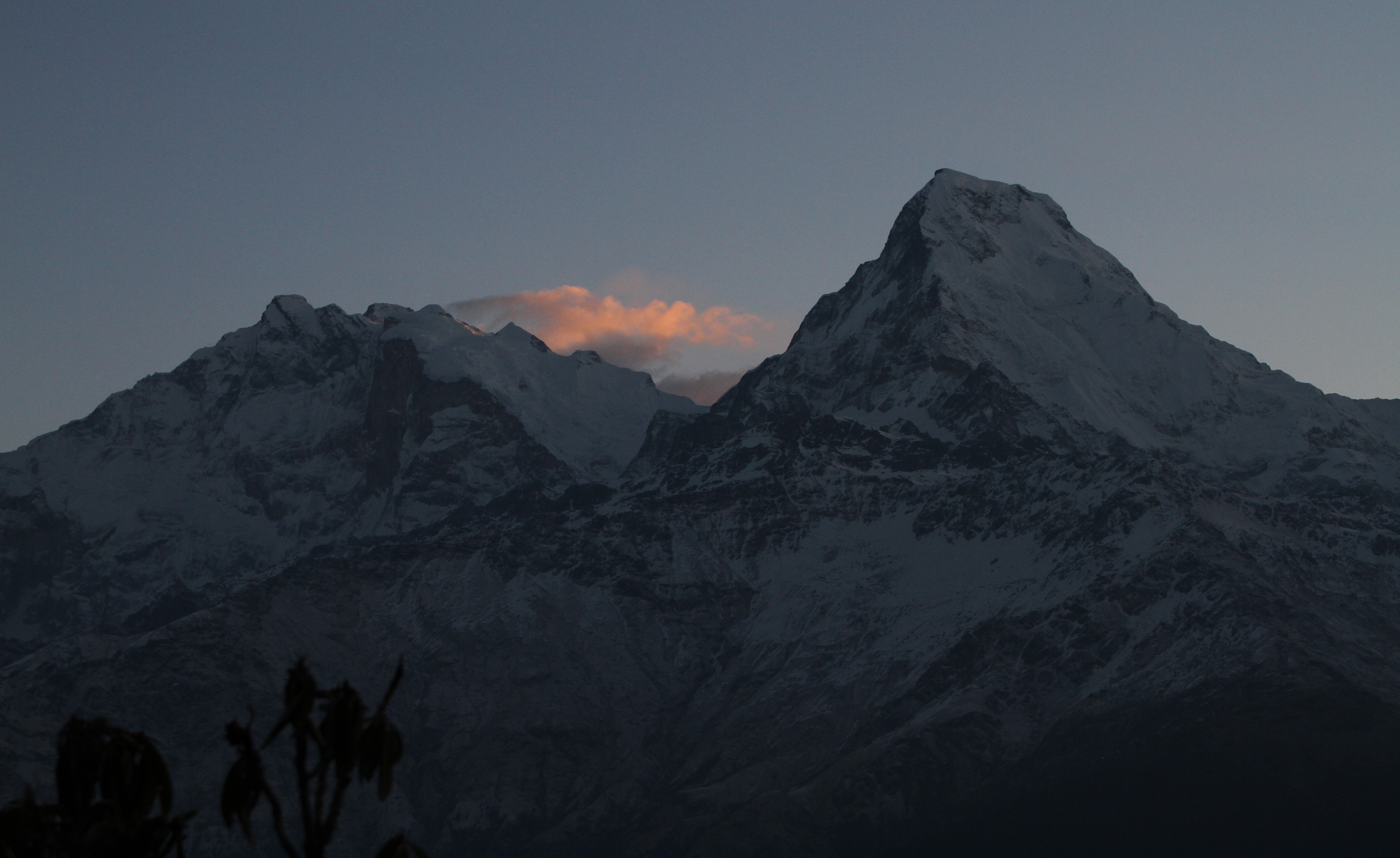
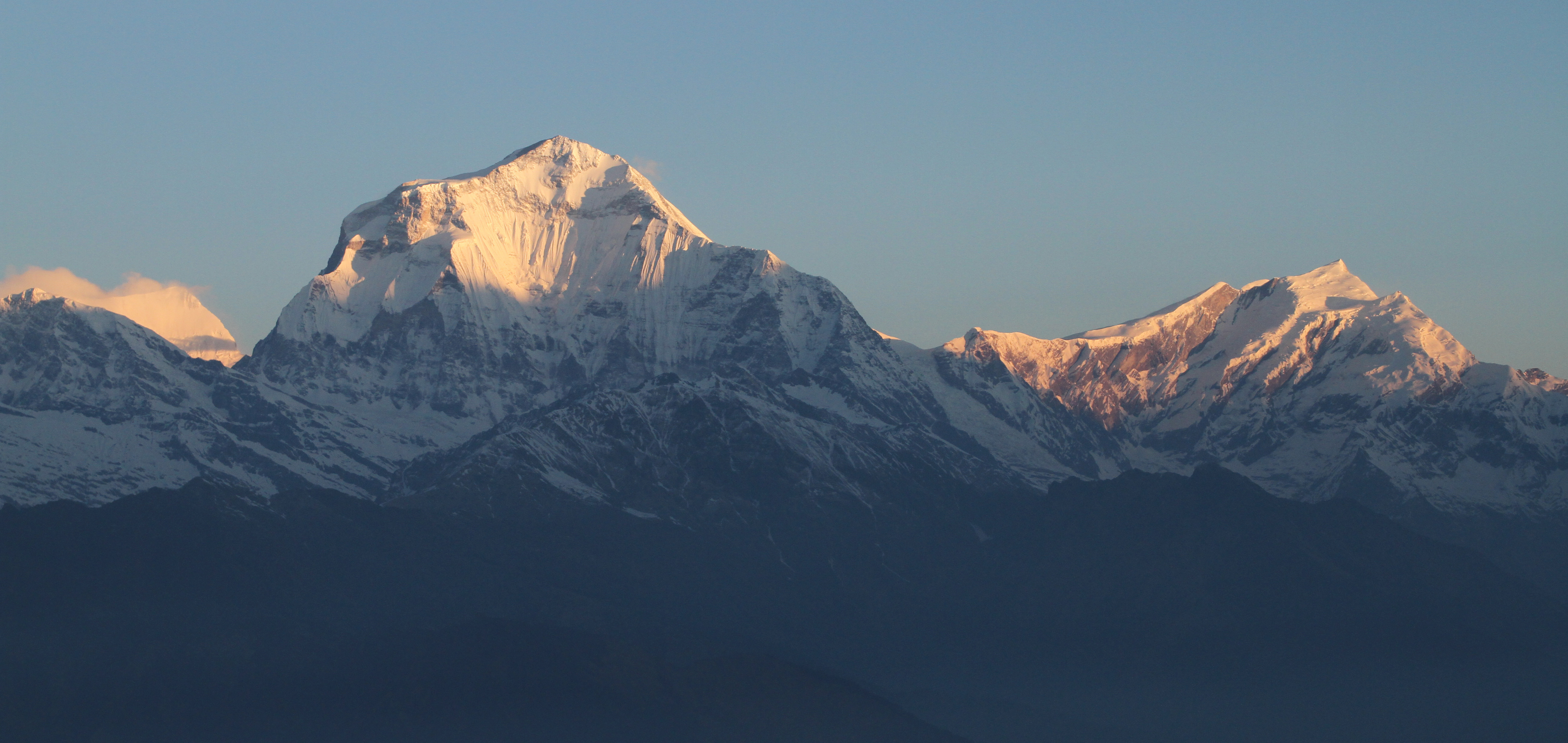
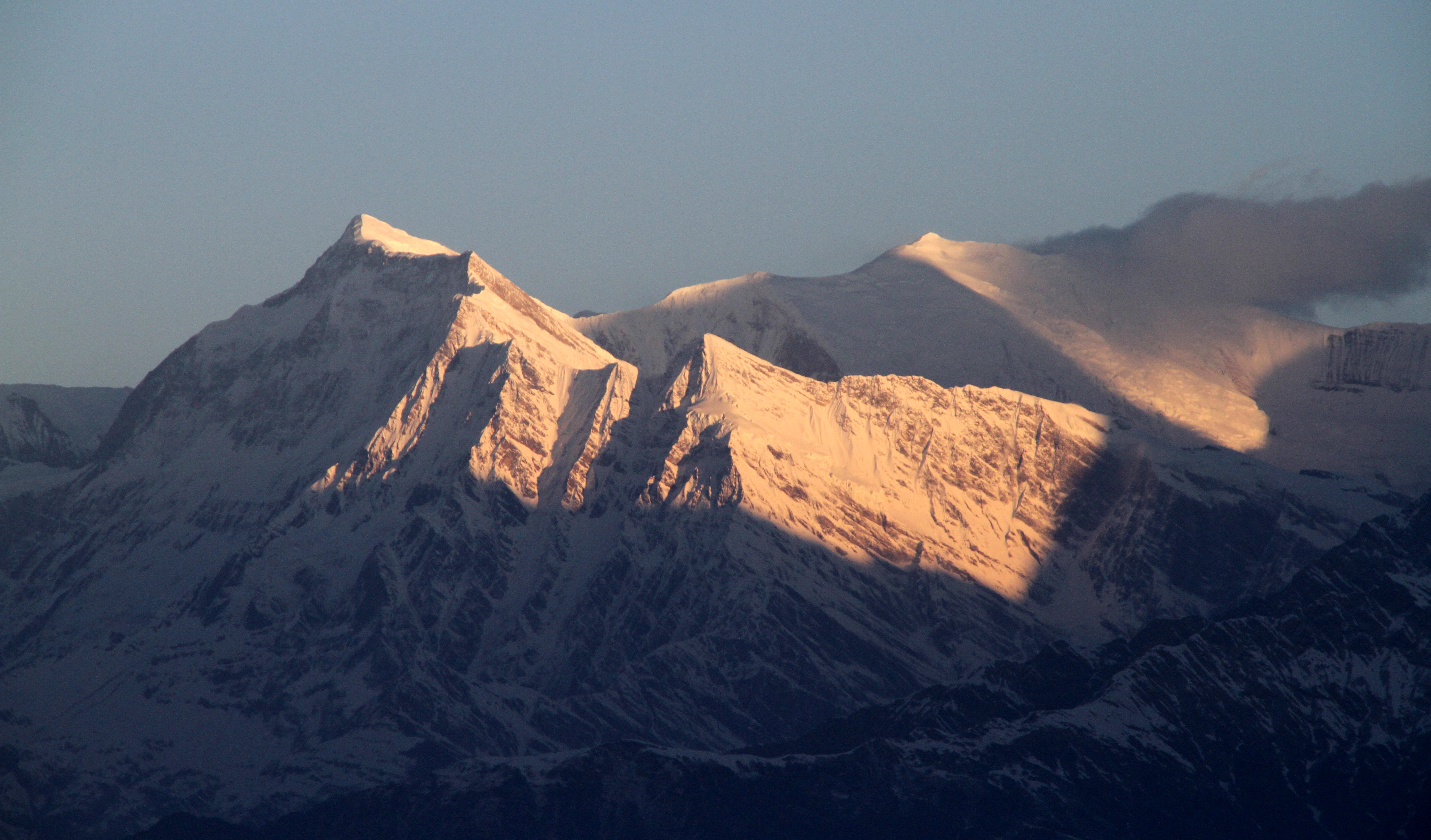
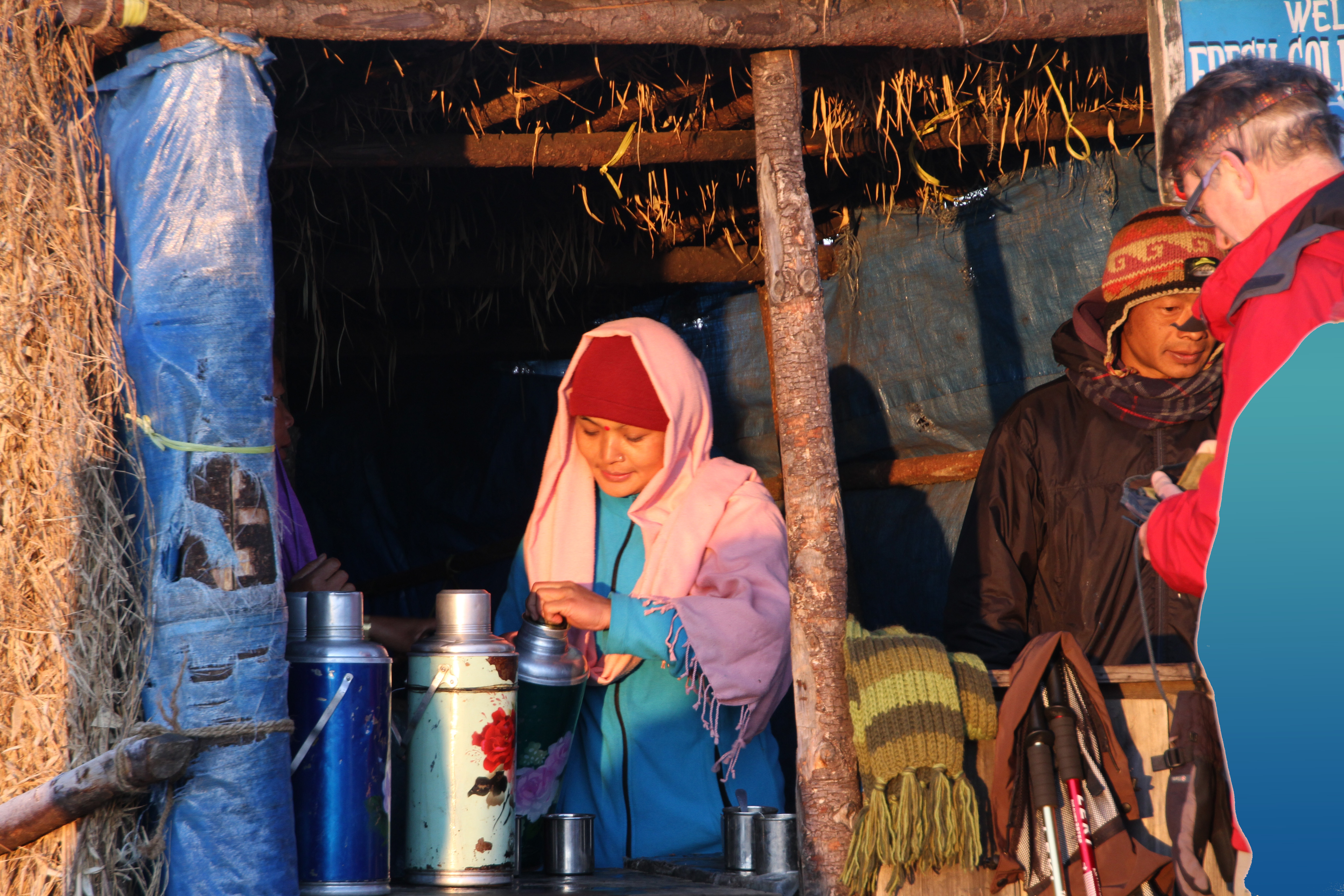
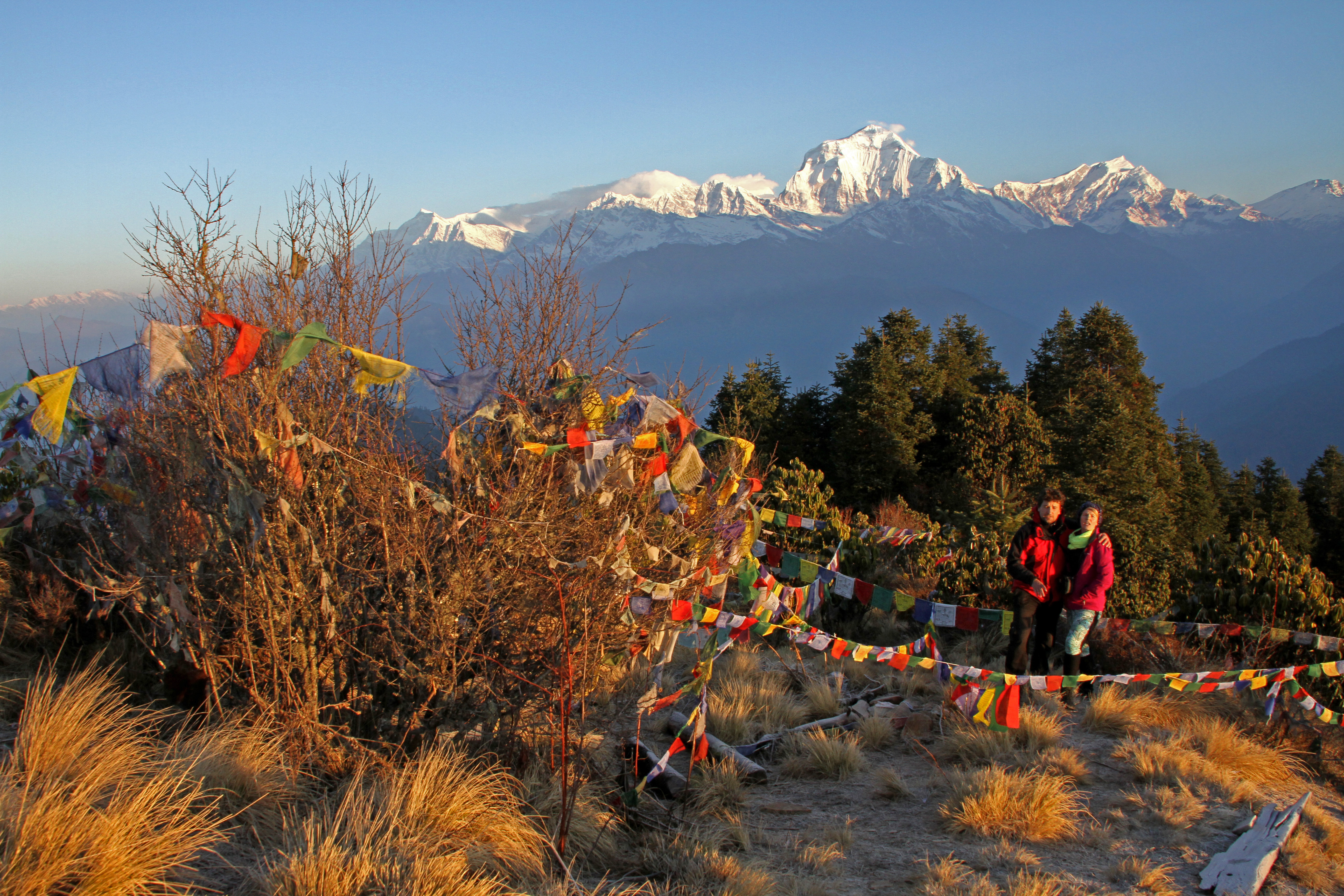
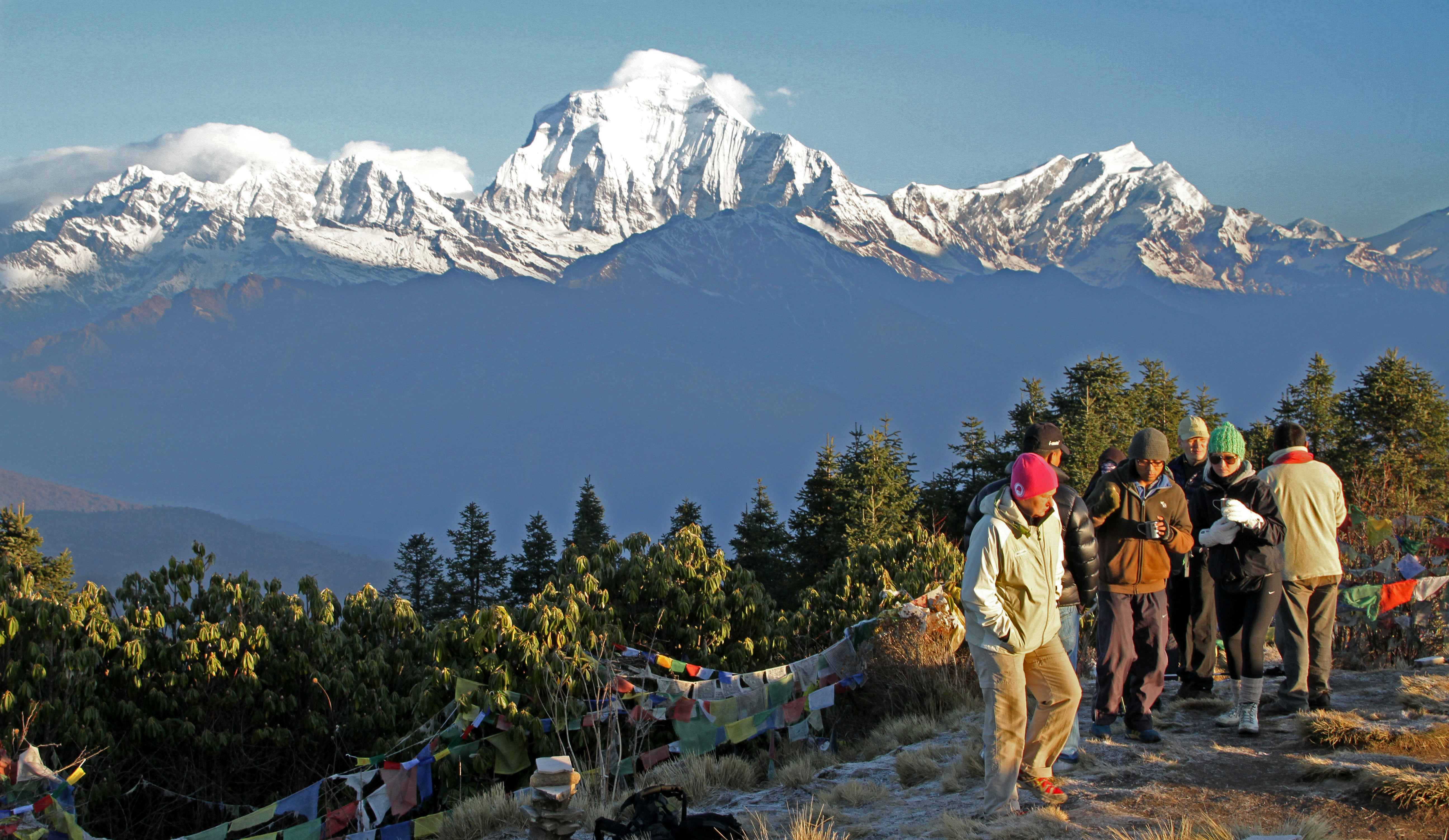
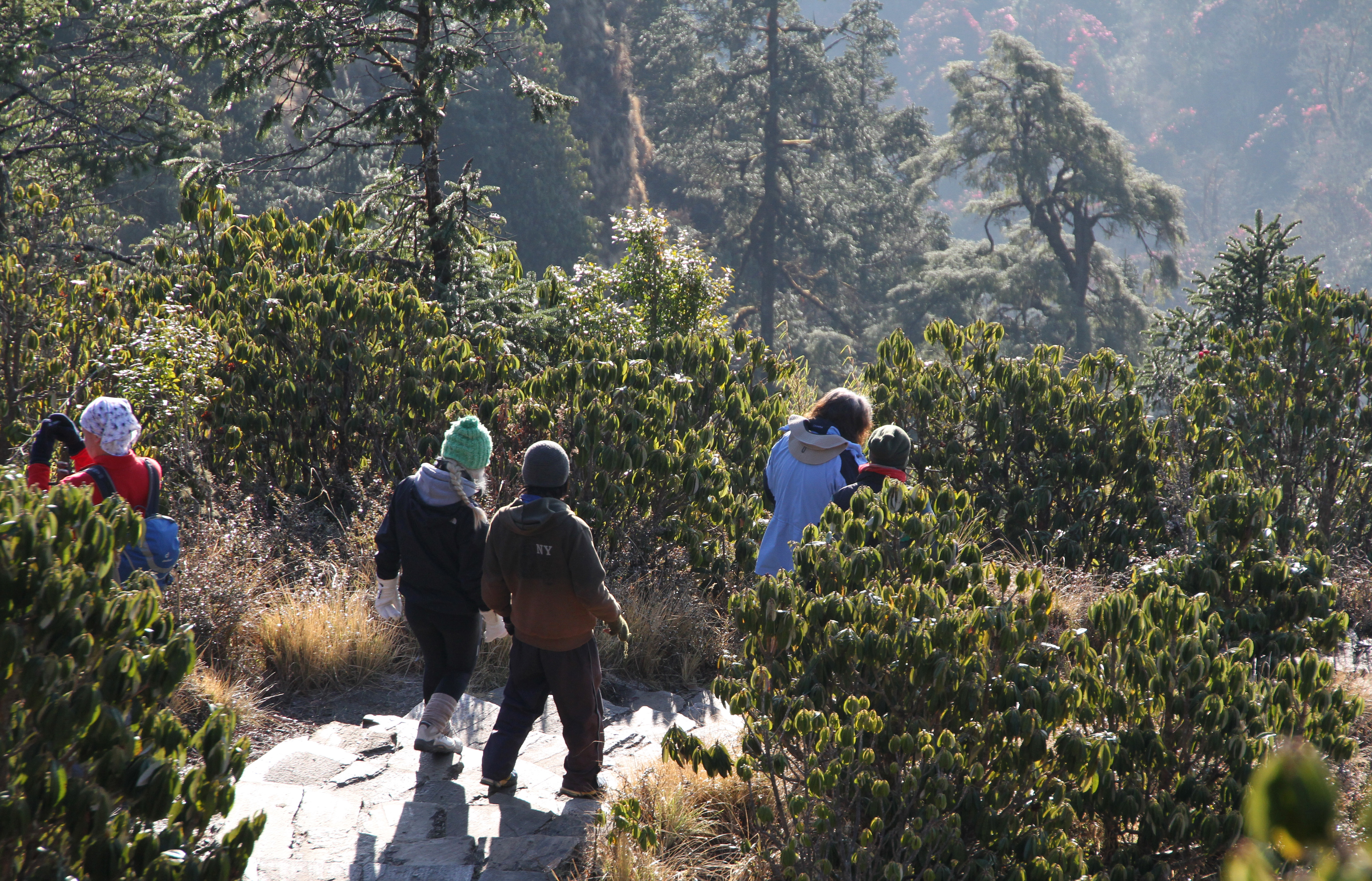